# Israël Dostrovsky
Israël Dostrovsky, né à Odessa, Ukraine, le 29 novembre 1918 et mort en Israël le 28 septembre 2010, est un physicien nucléaire israélien, qui a été le premier directeur de la Commission israélienne de l'énergie atomique et le cinquième directeur de l'Institut Weizmann. Il obtint en 1995 le prix Israël en récompense de ses travaux en physique, chimie et mathématiques.

## Biographie
Sa famille émigre en Palestine mandataire en 1919, alors qu'il n'a qu'un an. Il deviendra un membre fondateur du kibboutz Maoz Haim (en), près du Jourdain dans la vallée de Beit She'an, et participe à la Haganah avant la création de l'État d'Israël. Étudiant à Jérusalem, il obtiendra son doctorat à l'University College de Londres, en 1943. Il y reste jusqu'en 1948, déménageant alors en Israël pour fonder le Département des isotopes de recherche à l'Institut Weizmann, à Rehovot. 
Spécialiste du nucléaire, il sera directeur de nombreux instituts, dont celui du centre de recherche de Dimona, ainsi que celui de Soreq.

## Sources
- Un pionnier du programme nucléaire israélien est décédé à l'âge de 92 ans, BE Israël numéro 71 (24/01/2011) - Ambassade de France en Israël / ADIT
- sur le site du New York Times
- brève nécro sur Y Net